# Anolis wattsi
Anolis wattsi este o specie de șopârle din genul Anolis, familia Polychrotidae, descrisă de Boulenger 1894.

## Subspecii
Această specie cuprinde următoarele subspecii:
- A. w. forresti
- A. w. schwartzi
- A. w. wattsi